# Buidelhazen
Buidelhazen of haaswallabies (Lagorchestes) zijn een geslacht van kangoeroes dat voorkomt in Australië. De buidelhazen danken hun naam aan het feit dat ze wat betreft uiterlijk en leefwijze enigszins lijken op de hazen. Het zijn overwegend nachtactieve planteneters die solitair leven. 

## Soorten
Er zijn vier soorten buidelhazen. Twee soorten zijn inmiddels uitgestorven en tegenwoordig is alleen de brilbuidelhaas nog redelijk algemeen.
- †Lagorchestes asomatus – Lake Mackaybuidelhaas
- Lagorchestes conspicillatus – Brilbuidelhaas
- Lagorchestes hirsutus – Westelijke buidelhaas
- †Lagorchestes leporides – Oostelijke buidelhaas

Naast de buidelhazen van het geslacht Lagorchestes is er nog een andere buidelhaas, de gestreepte buidelhaas (Lagostrophus fasciatus). Deze soort is niet nauw verwant aan de andere buidelhazen. Overigens is de nauwe verwantschap tussen de overige soorten ook controversieel.